# صادح
الصادح  تنتمي الي رتبة عصفورياتو هي فصيلة طيور تتكون من 362 نوع، وهي طيور صغيرة جدا إلى متوسطة الحجم حيث يبلغ طول الطائر 9 سم إلى 16 سم، والوزن من 5 جم إلى 20 جرام .